# شهرستان فانگچنگ
شهرستان فانگچنگ (به لاتین: Fangcheng County) یک منطقهٔ مسکونی در چین است که در نانیانگ واقع شده‌است. شهرستان فانگچنگ ۲٬۵۴۲ کیلومتر مربع مساحت و ۹۷۰٬۰۰۰ نفر جمعیت دارد.